# Reiner Uthoff
Reiner Uthoff, né le 19 septembre 1937 à Bielefeld et mort le 5 juin 2024, est un écrivain, directeur de théâtre et artiste de cabaret allemand.

## Biographie
Reiner Uthoff naît le 19 septembre 1937,, à Bielefeld. Il étudie l'économie et la sociologie aux universités de Fribourg et de Munich. Son mémoire de fin d'études, présenté en 1964, porte sur « Le cabaret comme moyen de formation de l'opinion publique ». Un an plus tard, il fonde avec sa femme Sylvia et ses camarades d'études Horst Reichel et Ekkehart Kühn sa propre troupe, le Rationaltheater, d'abord au Theater 44 sur la Kurfürstenplatz.
Il est le père de Max Uthoff (de).
Reiner Uthoff meurt le 5 juin 2024 à l'âge de 86 ans.